# Церуминозные железы
Церумино́зные же́лезы (лат. glandula ceruminosa) — трубчатые экзокринные железы, которые расположены у человека и других млекопитающих под кожей наружного слухового прохода и вырабатывают секрет, который при смешивании с кожным салом и мёртвыми клетками эпидермиса образует ушную серу. Последняя представляет собой жёлто-коричневое смазкообразное вещество, которое служит для очистки и смазки слуховых каналов, а также обеспечивает их защиту (являясь барьером для посторонних частиц и обладая определёнными бактерицидными и фунгицидными свойствами).
Название желёз образовано от лат. cerumen ‘ушная сера’. По своему происхождению являются специализированными потовыми железами; относятся к классу апокриновых желёз.

## Анатомия
В наружном слуховом проходе церуминозные железы располагаются глубже сальных желёз. Выводные протоки церуминозных желёз открываются либо непосредственно на поверхность слухового прохода, либо в выводные протоки сальных желёз. Распределены церуминозные железы по ходу слухового прохода неравномерно: они сосредоточены в наружной трети слухового прохода, а в его внутренних двух третях они имеются лишь в коже верхней части слухового прохода.
В наружном ухе человека имеется в среднем от 1000 до 2000 церуминозных желёз (в норме они в совокупности отвечают за выработку 12—20 мг ушной серы в месяц). Каждая церуминозная железа имеет спирально закрученный выводной канал — трубку, которая пронизывает дерму и служит для выведения вырабатываемого железой секрета. В железе данного типа представлены два слоя клеток: внутренний слой секреторных клеток, имеющих кубическую форму, и наружный слой миоэпителиальных клеток веретенообразной формы. Цитоплазма клеток обоих типов является эозинофильной. От окружающих тканей церуминозные железы обычно отделены слоем коллагена. 

## Функции
Основной функцией церуминозных желёз является выработка ими секрета, образующего при смешивании с кожным салом и ороговевшими кератиноцитами ушную серу. Это жёлто-коричневое вещество служит для очистки и смазки слуховых каналов. Ушная сера человека бывает двух типов: влажный тип преобладает у европеоидов и негроидов, а сухой тип — у монголоидов.  
В клетках церуминозных желёз обнаружено значительное разнообразие антимикробных белков и пептидов, среди которых: бета-дефензины 1 и 2, кателицидины, лизоцим, лактоферрин, муцин 1, секреторный компонент иммуноглобулина A. Это свидетельствует об участии этих желёз в иммунной защите организма от различных патогенов.

## Заболевания
Церуминозные железы весьма часто вовлекаются в патологический процесс при наружном отите — остром или хроническом воспалении наружного слухового прохода. В случае эритематозно-церуминозного наружного отита (наиболее распространённая клиническая форма наружного отита, значительно меньшую частотность имеет гнойный отит) имеет место избыточное образование ушной серы; наблюдается данная форма при инфицировании стафилококками или такими грибками, как Malassezia pachydermatis, при клещевом отите.
При опухолевом перерождении клеток церуминозных желёз возможно появление как доброкачественных, так и злокачественных опухолей. К доброкачественным опухолям относят церуминозную аденому (или церуминому), церуминозную плеоморфную аденому, церуминозную сосочковую сирингоцистаденому. Злокачественными опухолями являются церуминозная аденокарцинома (или цилиндрома), церуминозная аденоидная кистозная карцинома и церуминозная мукоэпидермоидная карцинома.